# Maria de la Mercè d'Orleans
Maria de la Mercè d'Orleans (Madrid, 24 de juny de 1860 - 26 de juny de 1878) va ser una noble de la casa d'Orleans, reina consort d'Espanya el 1878 pel seu matrimoni amb Alfons XII.

## Orígens familiars
Nascuda al Palau Reial de Madrid el dia 24 de juny de l'any 1860 essent la sisena filla del príncep Antoni d'Orleans i de la infanta Lluïsa Ferranda d'Espanya. La princesa era neta del rei Lluís Felip I de França i de la princesa Maria Amèlia de Borbó-Dues Sicílies per via paterna mentre que per la banda materna ho era del rei Ferran VII d'Espanya i de la princesa Maria Cristina de Borbó-Dues Sicílies.
La reina Isabel II d'Espanya, que li era tia i padrina, junt amb l'infant Francesc d'Assís de Borbó, li concedí el títol d'infanta d'Espanya amb el tractament d'altesa reial. Ràpidament la família dels Montpensier es traslladaren a Andalusia on la família habità el Palau de San Telmo a Sevilla. La raó per la qual marxaren de Madrid es fonamentava en les aspiracions polítiques del duc de Montpensier, que xocaven amb les de la seva cunyada, la reina.
Al final de la dècada de 1860 el regnat de la reina Isabel II d'Espanya finí i la família reial al complet hagué de marxar a l'exili. Fou precisament a l'exili, l'any 1872, al castell d'Eu, on Maria de la Mercè conegué al seu cosí, el príncep d'Astúries, començant des d'aquest moment un dolç amor de joventut.

## Núpcies
L'any 1876, Alfons accedeix al tron amb el nom d'Alfons XII d'Espanya i declarà immediatament la intenció de casar-se amb la seva cosina, la princesa Maria de la Mercè d'Orleans. Les intencions d'Alfons no obtingueren els vistiplaus de la Família Reial i molt particularment el de la reina Isabel II d'Espanya. Isabel odiava els Montpensier a conseqüència de les intrigues polítiques del duc i alhora pensava casar el seu fill amb la infanta Blanca de Borbó i Borbó-Parma, filla del pretendent carlí Carles de Borbó i Àustria-Este.
Finalment el casament se celebrà el 23 de gener de 1878 a la Basílica d'Atocha de Madrid. El casament fou un dels més populars del Madrid de l'època i les celebracions foren considerades d'alt nivell. Tot i així, després de la curta lluna de mel, esdevingué evident que la reina patia de tuberculosi. El matrimoni durà sis mesos durant els quals Maria de la Mercè tingué un avortament.
La reina morí el 26 de juny de 1878 deixant el rei desolat. Pocs mesos després el rei escollí la princesa Maria Cristina d'Orleans com a nova esposa, ja que s'assemblava en molts aspectes a Maria de la Mercè però Maria Cristina també morí. L'any 1881, Alfons es casà amb Maria Cristina d'Àustria.

## Repercussions en el poble
La mort d'una reina en plena joventut comporta un sentiment que es veié reflectit en el cançoner popular, essent moltes les tonades i cançons dedicades a Maria de la Mercè d'Orleans, una de les quals fou la del compositor català Enric Martí i Puig titulada ¡Pobre Mercedes! (Barcelona, 1878)